# Dorn (Wuppertal)
Dorn ist eine Hofschaft im Westen von Wuppertal-Ronsdorf im Wohnquartier Ronsdorf-Mitte/Nord.

## Lage und Beschreibung
Sie grenzt unmittelbar an Kapellen und Freudenberg, die zu den Stadtteilen Barmen und Elberfeld gehören. Die nur aus wenigen Häusern bestehende Ortslage liegt südwestlich des Lichtscheids auf einer Höhe von etwa 284 m ü. NHN. Durch Dorn verläuft der Dornbach, einer der beiden Quellzuflüsse der Gelpe.
Südlich von Dorn erhebt sich der Schüttenberg, auf dem sich drei große private Anwesen befinden. Das gesamte Umfeld Dorns mit Ausnahme der Anwesen liegt im Naturschutzgebiet und Fauna-Flora-Habitat Fließgewässersystem Gelpe- und Saalbachtal.
In der Nähe der Ortschaft, die sich im „Eingangsbereich“ des Historischen Gelpetals befindet, verlaufen mehrere gekennzeichnete Wanderwege und Reitwege. Der anliegende Dorner Weg ist nach der Ortschaft benannt. Im Ort selbst befindet sich ein Reitstall.

## Geschichte
1597 werden erstmals Dorn und das nahe Kapellen urkundlich erwähnt. Bei Dorn verlief die Elberfelder Linie der Bergischen Landwehr, die aus Wällen und Dornenhecken bestand. Sie verlief entlang dem Bendahler Bach zum Hof Dorn (Gedörn), wo der  Wallgraben noch stückweise zu erkennen ist und als Bodendenkmal unter Schutz gestellt wurde. Dort bog die Landwehr nach Osten ab und verlief über Lichtscheid, Erbschlö, den Marscheider Wald, nördlich von Herbringhausen, über Sondern nach Beyenburg. 1710 wurde ein Haus im Ort gezählt.
Auf der Topographia Ducatus Montani des Erich Philipp Ploennies aus dem Jahre 1715 ist der Hof als Dorn verzeichnet. Auf der Topographischen Aufnahme der Rheinlande von 1824 ist ein Ort als Dorn verzeichnet, auf der Preußischen Uraufnahme von 1843 als am Dorn.
1832 gehörte Dorn zur Holthauser Rotte des ländlichen Außenbezirks der Stadt Ronsdorf. Der laut der Statistik und Topographie des Regierungsbezirks Düsseldorf als Einzelne Häuser kategorisierte Ort besaß zu dieser Zeit drei Wohnhäuser und ein landwirtschaftliches Gebäude. Zu dieser Zeit lebten 31 Einwohner im Ort, neun katholischen und 22 evangelischen Glaubens. Im Gemeindelexikon für die Provinz Rheinland von 1888 werden ein Wohnhaus mit 15 Einwohnern angegeben.
Durch Dorn führte die Verbindungsstraße von Elberfeld über Sandhof, Freudenberg, Dorn und Monschau nach Ronsdorf, der heutige Dorner Weg. Sie wurde in den 1740er Jahren als Teil der Straßenverbindung Werden – Elberfeld – Ronsdorf – Lüttringhausen – Lennep ausgebaut.